# Pappos z Alexandrie
Pappos z Alexandrie (řečtina: Πάππος ὁ Ἀλεξανδρεύς) byl řecký matematik a astronom 4. století, poslední významný matematik starověku. Je známý především díky svému dílu Συναγωγή (Synagogé – sbírka) a Pappově větě.

## Život

Pappův řetězec kružnic v arbelu

O Pappově životě je známo jen velmi málo, jisté je jen to, že roku 320 pozoroval zatmění Slunce v Alexandrii, kde byl patrně učitelem. Údaje rukopisů o jeho životě si protiřečí, moderní badatelé předpokládají, že se narodil kolem roku 290 a zemřel kolem 350. Jeho syn se jmenoval Harmodora. 

## Dílo

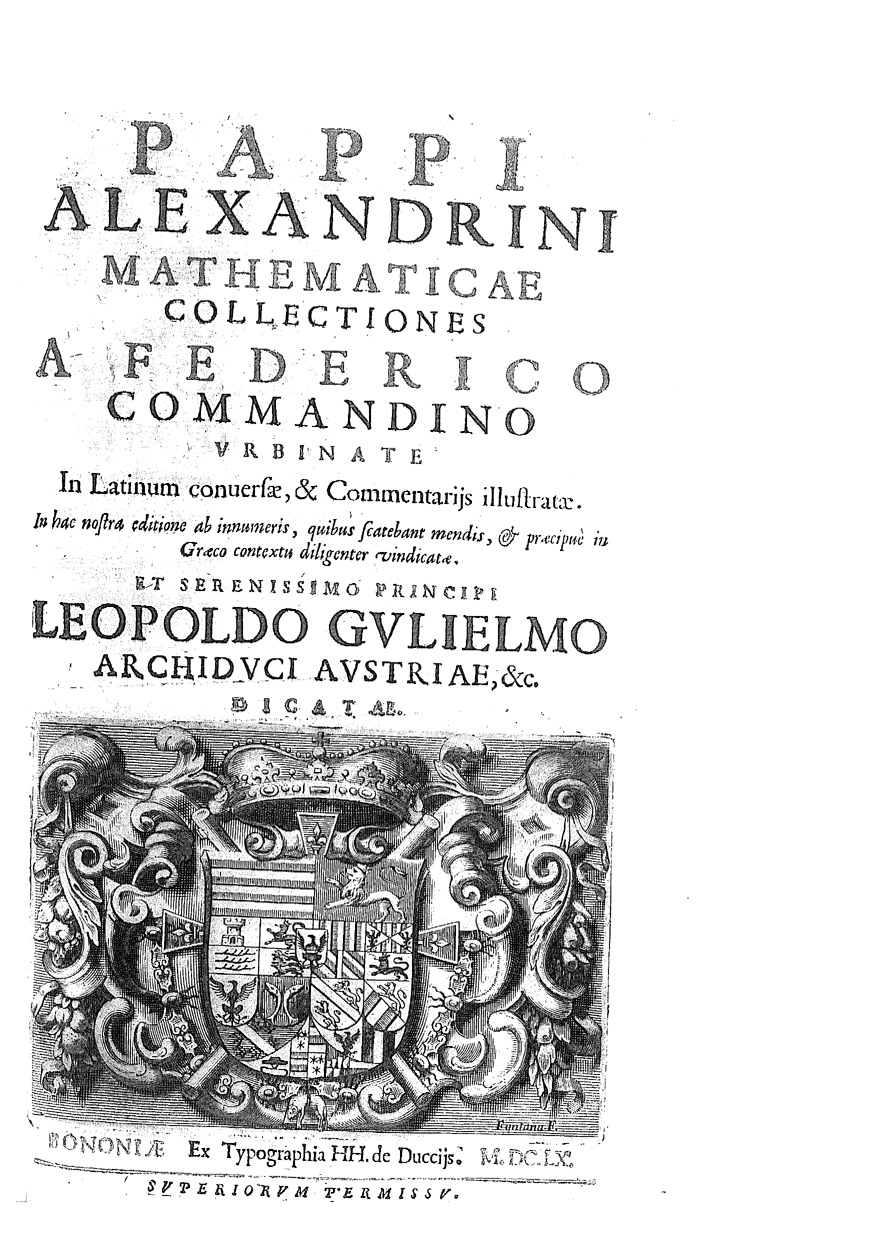
Mathematicae collectiones, 1660

- Hlavní dílo jsou "Matematické sbírky" (Mathematicae collectiones, řecky Synagógé), což je hlavní pramen našich vědomostí o starověké geometrii. Je to komentovaná sbírka starších výsledků, doplněná o vlastní Pappovy. Obsahuje například věty o involucích, o kuželosečkách nebo tzv. Guldinovy věty. Z původních osmi knih se však první a část druhé ztratila.
- Kromě toho napsal komentáře, například k Eukleidovi a k Ptolemaiovu Almagestu, zeměpisné práce a snad i další.

## Výsledky
Nejznámější je Pappova věta, zobecněná Pascalem, což je základní věta projektivní geometrie. Pappos také zkoumal zajímavé vlastnosti tzv. Pappova řetězce – posloupnosti kružnic, vepsaných do arbelu. 